# 사용자 데이터그램 프로토콜
사용자 데이터그램 프로토콜(User Datagram Protocol, UDP)은 인터넷 프로토콜 스위트의 주요 프로토콜 가운데 하나이다. 1980년에 데이빗 리드가 설계하였고, 현재 IETF의 RFC 768로 표준으로 정의되어 있으며, TCP와 함께 데이터그램으로 알려진 단문 메시지를 교환하기 위해서 사용된다. UDP는 유니버설 데이터그램 프로토콜(Universal Datagram Protocol)이라고 일컫기도 한다.
UDP의 전송 방식은 너무 단순해서 서비스의 신뢰성이 낮고, 데이터그램 도착 순서가 바뀌거나, 중복되거나, 심지어는 통보 없이 누락시키기도 한다. UDP는 일반적으로 오류의 검사와 수정이 필요 없는 애플리케이션에서 수행할 것으로 가정한다.
UDP를 사용하는 네트워크 애플리케이션에는 도메인 이름 서비스 (DNS), IPTV, 음성 인터넷 프로토콜 (VoIP), TFTP, IP 터널, 그리고 많은 온라인 게임 등이 있다.

## UDP와 TCP 비교
TCP는 데이터를 주고 받을 양단 간에 먼저 연결을 설정하고 설정된 연결을 통해 양방향으로 데이터를 전송하지만, UDP는 연결을 설정하지 않고 수신자가 데이터를 받을 준비를 확인하는 단계를 거치지 않고 단방향으로 정보를 전송한다.
- 신뢰성 - TCP는 메시지 수신을 확인하지만 UDP는 수신자가 메시지를 수신했는지 확인할 수 없다.
- 순서 정렬 - TCP에서는 메시지가 보내진 순서를 보장하기 위해 재조립하지만 UDP는 메시지 도착 순서를 예측할 수 없다.
- 부하 - TCP보다 속도가 일반적으로 빠르고 오버헤드가 적다.

## 패킷 구조
| 오프셋 | 옥텟 | 0           | 0           | 0           | 0           | 0           | 0           | 0           | 0           | 1           | 1           | 1           | 1           | 1           | 1           | 1           | 1           | 2           | 2           | 2           | 2           | 2           | 2           | 2           | 2           | 3           | 3           | 3           | 3           | 3           | 3           | 3           | 3           |
| 옥텟   | 비트 | 0           | 1           | 2           | 3           | 4           | 5           | 6           | 7           | 8           | 9           | 10          | 11          | 12          | 13          | 14          | 15          | 16          | 17          | 18          | 19          | 20          | 21          | 22          | 23          | 24          | 25          | 26          | 27          | 28          | 29          | 30          | 31          |
| ------ | ---- | ----------- | ----------- | ----------- | ----------- | ----------- | ----------- | ----------- | ----------- | ----------- | ----------- | ----------- | ----------- | ----------- | ----------- | ----------- | ----------- | ----------- | ----------- | ----------- | ----------- | ----------- | ----------- | ----------- | ----------- | ----------- | ----------- | ----------- | ----------- | ----------- | ----------- | ----------- | ----------- |
| 0      | 0    | 출발지 포트 | 출발지 포트 | 출발지 포트 | 출발지 포트 | 출발지 포트 | 출발지 포트 | 출발지 포트 | 출발지 포트 | 출발지 포트 | 출발지 포트 | 출발지 포트 | 출발지 포트 | 출발지 포트 | 출발지 포트 | 출발지 포트 | 출발지 포트 | 도착지 포트 | 도착지 포트 | 도착지 포트 | 도착지 포트 | 도착지 포트 | 도착지 포트 | 도착지 포트 | 도착지 포트 | 도착지 포트 | 도착지 포트 | 도착지 포트 | 도착지 포트 | 도착지 포트 | 도착지 포트 | 도착지 포트 | 도착지 포트 |
| 4      | 32   | 길이        | 길이        | 길이        | 길이        | 길이        | 길이        | 길이        | 길이        | 길이        | 길이        | 길이        | 길이        | 길이        | 길이        | 길이        | 길이        | 체크섬      | 체크섬      | 체크섬      | 체크섬      | 체크섬      | 체크섬      | 체크섬      | 체크섬      | 체크섬      | 체크섬      | 체크섬      | 체크섬      | 체크섬      | 체크섬      | 체크섬      | 체크섬      |

UDP 헤더는 4개의 필드로 구성되며, 그 각각은 2바이트(16비트)로 이루어져 있다.

## 같이 보기
- IP - 인터넷 프로토콜
- UDP 라이트
- 전송 계층
- TCP